# 中华索贻贝
中华索贻贝（学名：Hormomya sinensis）为贻贝科索贻贝属的动物。在中国大陆，分布于西沙群岛等地，属于热带珊瑚礁栖息种。多见于低潮线附近以及附着在珊瑚礁上。该物种的模式产地在西沙群岛金银岛。
其种加词“sinensis”意为“中华的”。